# Estádio José Gomes da Costa
Estádio José Gomes da Costa – stadion piłkarski, w Murici, Alagoas, Brazylia, na którym swoje mecze rozgrywa klub Murici Futebol Clube.